# Jai Ho! (You Are My Destiny)
"Jai Ho! (You Are My Destiny)" (em português:  Jai Ho! (Você É Meu Destino)) é uma canção gravada pelo girl group americano The Pussycat Dolls extraída do seu segundo álbum de estúdio Doll Domination (2008). Foi lançado em 23 de fevereiro de 2009 pela Interscope Records como o quarto single do álbum. Depois de assistir Slumdog Millionaire os executivos Jimmy Iovine e Ron Fair quiseram transformar "Jai Ho" em um "pop sem se desviar da melodia original" e pediram a Scherzinger para fazer sua própria interpretação da canção. A música foi creditada como "AR Rahman e The Pussycat Dolls com participação de Nicole Scherzinger".
Após seu lançamento, a música recebeu críticas positivas de críticos de música, elogiando-a como uma ótima adaptação. "Jai Ho! (You Are My Destiny)" foi comercialmente bem sucedido. Na Billboard Hot 100, a música estreou no número 100. Na semana seguinte, chegou ao número 15, experimentando um dos maiores movimentos ascendentes do gráfico. Internacionalmente, a música foi muito bem posicionada, liderando as paradas em países como Austrália, Finlândia, Israel e Irlanda, além de atingir o pico entre os dez primeiros em países como Nova Zelândia e Reino Unido.
O videoclipe foi filmado em Viena, na Áustria, em um Museu do Bonde, recriando a última cena do filme Slumdog Millionaire, No Reino Unido, a versão em inglês da música foi cantada por vários dubladores de shows infantis britânicos durante o vídeo promocional de Children in Need de 2009. Também foi cantado no The Official BBC Children in Need Medley, que liderou a UK Singles Chart por duas semanas no final de 2009. As Pussycat Dolls cantaram "Jai Ho! (You Are My Destiny)" durante várias performances ao vivo, incluindo o Late Night with Jimmy Fallon e um episódio de One Life to Live.

## Antecedentes e desenvolvimento
No início de 2009, a revista Billboard afirmou que o Doll Domination não causou impacto comercial na Billboard 200, ao contrário do álbum anterior do grupo, PCD, que vendeu 3 milhões de cópias nos Estados Unidos. Posteriormente, Scherzinger confirmou que o atual álbum seria relançado com novas músicas. Na entrevista, ela disse: "é uma nova vida, um novo empurrão para o Doll Domination. Nessa indústria atualmente, é isso que estamos tentando fazer, sempre colocar novas músicas e levar as pessoas a prestar atenção. Então, isso é um jeito de as pessoas conseguirem novas músicas nossas e de pessoas que não compraram o álbum até agora para dar uma chance a nossa música"
Depois de assistir a Slumdog Millionaire, os executivos da gravadora Jimmy Iovine e Ron Fair quizeram transformar "Jai Ho" em um "pop sem se desviar da melodia original". Depois que Fair e Iovine foram bem sucedidos em obter um sinal verde de Rahman, eles pediram a Scherzinger, a vocalista das Pussycat Dolls, para escrever uma interpretação da canção. Scherzinger hesitou no início, afirmando em uma entrevista que: "[...] eu estava com medo de canta-la [e] com medo de que as pessoas o escutassem antes mesmo de escrevê-la". Scherzinger colocou "coração para escrever as letras e colocar temas do filme Slumdog Millionaire". Amor e destino foram elementos do filme que [ela] colocou na faixa "Ela afirmou que" rezava todas as noites para fazer isso direito.
E. Kidd Bogart, um membro do The Writing Camp, afirmou que: "Eles [Fair e Iovine] queriam obter um monte de versões diferentes para ver quem poderia criar uma versão para as Pussycat Dolls". Uma vez que todas as interpretações foram concluídas, "eles [Fair e Iovine] pegaram partes da versão The Writing Camp, partes da versão de Ester Dean, e partes de outra versão, e as colocaram juntas, e então Nicole [Scherzinger] e Ron [Fair] preencheram os espaços em branco que eles achavam que estavam faltando". Bogart afirmou ainda que era "uma maneira muito original e estranha de escrever uma música". Scherzinger, Fair, Dean, Bogart, Erika Nuri, David Quiñones, Candace Thorbourne, Nailah Thorbourne e Nyanda Thorbourne são creditados por escrever a faixa, enquanto sua produção foi tratada por Fair e Scherzinger. A música foi gravada em Londres, enquanto Scherzinger e Rahman se falavam via webcam. A versão de Scherzinger substitui as palavras Hindi da música original por letras em inglês, incluindo o refrão: "Você é a razão pela qual eu respiro / Você é a razão pela qual eu ainda acredito / Você é meu destino / Jai ho". Stephanie Nolen do The Globe and Mail escreveu que as letras são "mais racistas do que as palavras originais hindi pelo poeta indiano Gulzar."
"Jai Ho!" (You Are My Destiny)" estreou no DesiHits e foi lançado como um download digital em 23 de fevereiro de 2009, um dia depois de A. R. Rahman ganhar os prêmios de Melhor Canção Original e Melhor Trilha Sonora Original no Oscar 2009 por "Jai Ho" que foi trilha sonora de Slumdog Millionaire.

## Recepção da crítica
Os críticos de música responderam geralmente favoravelmente a "Jai Ho! (You Are My Destiny)". O Bill Lamb do About.com deu a música 4.5 de cinco estrelas. "A adição das Pussycat Dolls da música pode ter parecido uma decisão questionável à primeira vista, mas é este movimento que provavelmente vai levar a alegre explosão às playlists de rádios pops. "Jai Ho!" abundantemente merece o seu lugar, e os vocais da Pussycat Doll, Nicole Scherzinger, terão os fãs do pop cantando, assim como dançando junto. Procure essa música para montar uma longa escala nas paradas pops residenciais ao redor do mundo." Lamb do About.com também classificou a música no número 56 em seu Top 100 Songs Pop de 2009. Newsround elogiou a música dizendo "[Nicole Scherzinger] soa em casa - aproveitando ao máximo sua voz soul no R&B, atingindo todas as (incrivelmente) notas altas neste pop com tema oriental!." Nick Levine da Digital Spy escreveu que, "O original em Hindi, que acompanha a coreografia de Bollywood no final do filme, é muito mais urgente e atmosférico, mas este remake funciona muito bem como um single de PCD, descaradamente oportunista. Bem, isso gritou "JAI HO!" faz um gancho pop muito doce, você tem que admitir." MuchMusic classificou a música no número 2 em seu Top 10 Songs Soundtracks em 2012.

## Recepção comercial
Nos Estados Unidos, "Jai Ho! (You Are My Destiny)" foi combinado com "Jai Ho" entrando na Billboard Hot 100 no número 100 na edição de 7 de março de 2009, vendendo 22.000 downloads digitais, um aumento de 248%. Em sua semana completa do Oscar, "Jai Ho! (You Are My Destiny)" saltou 85 lugares para o número 15, fazendo o maior salto semanal de número 100, e o maior vencedor do Oscar de Melhor Canção Original e Melhor Trilha Sonora Original desde "Lose Yourself" de Eminem, que liderou o Hot 100 por 12 semanas em 2002-03. No Hot Digital Songs a música mudou de 76 para 7, cerca de 500% vendendo 130.000 downloads digitais, alegando o maior ganhador digital da semana no Hot 100. Na Hot Digital Tracks, as duas versões são listadas separadamente, sendo a versão da trilha sonora mais popular, vendendo 103.000 downloads digitais. A versão das Pussycat Dolls vendeu 27.000 downloads digitais, mas recebeu mais airplay de rádios, estreando no número 47 do Pop 100 Airplay, com 5 milhões de reproduções. A canção também se tornou a primeira vencedora do Oscar de Melhor Canção Original em seis anos para entrar no Mainstream Top 40 desde "Lose Yourself", entrando e chegando ao número 37. A faixa atingiu o número quatro no Canadian Hot 100.
Em 23 de março de 2009, a canção estreou no número dez na Austrália na ARIA Singles Chart, Ela finalmente chegou ao número um, e se tornou seu segundo número um por duas semanas seguidas. "Jai Ho! (You Are My Destiny)" foi certificado de platina pela Australian Recording Industry Association (ARIA) pelas mais de 70.000 de unidades adquiridas. A canção estreou aos dezessete no Top 40 da Nova Zelândia em 23 de março de 2010. Atingiu o número dois.
No Reino Unido, a música entrou no número vinte no UK Singles Chart. Em 11 de abril de 2009, a música chegou ao número três, com 35,5% vendendo 44.128 downloads digitais. Em abril de 2010, a música retornou ao top 100 no número 60, vendendo 4.579 cópias, depois de ter sido apresentado no final do Dancing on Ice. Em outubro de 2017, "Jai Ho! (You Are My Destiny)" vendeu 605.000 downloads digitais e é o segundo single mais vendido do grupo no Reino Unido. Em toda a Europa, a música alcançou o top cinco na Bélgica (Flandres e Valônia), Finlândia, França e Itália.

## Videoclipe

### Antecedentes e Sinopse
Um videoclipe de acompanhamento de "Jai Ho! (You Are My Destiny)" foi dirigido por Thomas Kloss, no museu de bonde Wiener Linien em in Viena, Austria, enquanto AR Rahman filmou suas cenas em Los Angeles dias antes do Oscar 2008. O vídeo estreou no Top 20 Countdown da VH1 em 21 de março de 2009. O clipe recria a última cena do filme, Slumdog Millionaire. O vídeo começa onde Scherzinger é seguida por um homem misterioso no mercado, enquanto suas companheiras de banda o gravam. No segundo verso, Scherzinger é separada do resto do grupo e canta e dança. O restante do vídeo se concentra em coreografias inspiradas em Bollywood.

### Recepção
DesiHits elogiou o vídeo. "As batidas rítmicas da bateria, juntamente com os movimentos de dança cintilantes, certamente o deixarão de pé. Você já ouviu o remix da música, mas o vídeo adiciona outra dimensão graças às cenas cativantes nele." Marcus Barnes do The Sun escreveu que "Com grandes coreografias espetaculares inspiradas no brilho e na grandeza dos filmes de Bollywood, esta nova faixa deve ser um grande sucesso". Daniel da MTV Buzzworthy concordou com Banes. "O vídeo tem uma dança extravagante elaborada, do tipo que ficou famosa por filmes de Bollywood super-hip de repente. E sabe de uma coisa? Cabe. Como um sari revelador, ele se encaixa." Em 4 de agosto de 2009, foi anunciado que o vídeo foi indicado para Melhor Coreografia no MTV Video Music Awards de 2009.

## Performances ao vivo
As Pussycat Dolls interpretaram pela primeira vez ao vivo "Jai Ho! (You Are My Destiny)" pela primeira vez na televisão no Late Night with Jimmy Fallon em 10 de março, vestindo roupas de inspiração indiana. As Pussycat Dolls mais tarde cantaram a faixa como parte de seu set list na parte norte-americana da The Circus Starring Britney Spears. O grupo se apresentou no MuchOnDemand em 18 de março junto com "I Hate This Part", Um medley com "When I Grow Up" no Kids' Choice Awards em 28 de março de 2009 e no The Ellen DeGeneres Show em 20 de abril. Elas cantaram a música no programa de TV One Life to Live, durante o episódio chamado "Driving Miss Destiny". A apresentação aconteceu no baile de finalistas da Llanview High School como recompensa por ganhar um concurso de rádio. O episódio foi ao ar em 13 de maio. A música foi incluída como uma das músicas do encore no set list da Doll Domination Tour (2009) das Pussycat Dolls antes de terminar com "When I Grow Up". A vocalista Nicole Scherzinger cantou "Jai Ho! (You Are My Destiny)" como parte de um medley das Pussycat Dolls durante sua primeira turnê solo, Killer Love (2012).

## Formatos e faixas
| - Download digital 1. "Jai Ho! (You Are My Destiny)" - CD single 1. "Jai Ho! (You Are My Destiny)" 2. "Lights, Camera, Action" (com participação de New Kids on the Block) | - CD maxi single 1. "Jai Ho! (You Are My Destiny)" 2. "I Hate This Part" (Dave Audé Remix – Club) 3. "Bottle Pop" (Moto Blanco Club Mix) 4. "Jai Ho! (You Are My Destiny)" (videoclipe) |

## Créditos e equipe
Créditos adaptados do encarte do Doll Domination.
- The Pussycat Dolls – artista principal
- Evan Bogart –compositor
- Ester Dean – compositor
- Deepak P.A. –engenharia
- Ron Fair –produção adicional, compositor
- Tal Herzberg –engenharia, Pro Tools
- Peter Mokran –mixagem
- Erika Nuri –compositora
- David Quiñones –compositor
- A. R. Rahman –artista principal, produtor, compositor
- Nicole Scherzinger –artista em destaque, produção vocal, compositor
- H. Sridhar –engenharia
- Candace Thorbourne –compositor
- Nailah Thorbourne –compositor
- Nyanda Thorbourne –compositor

## Desempenho nas tabelas musicais
| Chart (2009)                                   | Maior posição |
| ---------------------------------------------- | ------------- |
| O campo songid é OBRIGATÓRIO PARA PARADA ALEMÃ | 29            |
| Austrália (ARIA)                               | 1             |
| Austrália (ARIA Urban)                         | 1             |
| Áustria (Ö3 Austria Top 75)                    | 18            |
| Bélgica (Ultratop 50 de Flandres)              | 3             |
| Bélgica (Ultratop 50 da Valônia)               | 5             |
| Canadá (Canadian Hot 100)                      | 4             |
| Eslováquia (Rádio Top 100)                     | 4             |
| Estados Unidos (Billboard Hot 100)             | 15            |
| Estados Unidos (Billboard Mainstream Top 40)   | 37            |
| Europa (European Hot 100 Singles)              | 2             |
| França (SNEP)                                  | 3             |
| Finlândia (Suomen virallinen lista)            | 1             |
| Grécia (Billboard)                             | 1             |
| Hungria (Rádiós Top 40)                        | 37            |
| Irlanda (IRMA)                                 | 1             |
| Israel (Media Forest)                          | 1             |
| Itália (FIMI)                                  | 2             |
| Países Baixos (Single Top 100)                 | 42            |
| Nova Zelândia (Recorded Music NZ)              | 2             |
| Portugal (Billboard)                           | 1             |
| Reino Unido (UK Singles Chart)                 | 3             |
| República Checa (Rádio Top 100)                | 2             |
| Rússia (Top Radio Hits)                        | 10            |
| Suécia (Sverigetopplistan)                     | 40            |
| Suíça (Schweizer Hitparade)                    | 7             |

| Chart (2009)                              | Posição |
| ----------------------------------------- | ------- |
| Austrália (ARIA)                          | 15      |
| Austrália (ARIA Digital Songs)            | 12      |
| Austrália (ARIA Urban)                    | 5       |
| Bélgica (Ultratop 50 Flanders)            | 32      |
| Bélgica (Ultratop 50 Wallonia)            | 30      |
| Canadá (Canadian Hot 100)                 | 50      |
| Finlândia (Musiikkituottajat)             | 4       |
| França (SNEP)                             | 21      |
| Hungria (Rádiós Top 40)                   | 163     |
| Irlanda (IRMA)                            | 19      |
| Itália (FIMI)                             | 15      |
| Nova Zelândia (Recorded Music NZ)         | 16      |
| Reino Unido (The Official Charts Company) | 26      |
| Suíça (Swiss Hitparade)                   | 71      |

| Chart (2000–09)  | Posição |
| ---------------- | ------- |
| Austrália (ARIA) | 73      |

## Vendas e certificações
| Região                                                                                             | Certificação | Vendas  |
| -------------------------------------------------------------------------------------------------- | ------------ | ------- |
| Austrália (ARIA)                                                                                   | Platina      | 70,000^ |
| Nova Zelândia (RMNZ)                                                                               | Platina      | 5,000*  |
| Reino Unido (BPI)                                                                                  | Platina      | 605,000 |
| *números de vendas baseados somente na certificação ^distribuições baseadas apenas na certificação |              |         |

## Histórico de lançamento
| País        | Data                    | Formato                           | Gravadora       | Ref.    |
| ----------- | ----------------------- | --------------------------------- | --------------- | ------- |
| Canadá      | 23 de fevereiro de 2009 | Download digital                  | Universal Music | [ 90 ]  |
| EUA         | 23 de fevereiro de 2009 | Download digital                  | Interscope      | [ 91 ]  |
| EUA         | 2 de março de 2009      | Rádios de sucessos contemporâneos | Interscope      | [ 92 ]  |
| EUA         | 4 de março de 2009      | Rádios Alternativas               | Interscope      | [ 93 ]  |
| Suécia      | 9 de março de 2009      | Download digital                  | Universal Music | [ 94 ]  |
| Espanha     | 10 de março de 2009     | Download digital                  | Universal Music | [ 95 ]  |
| Irlanda     | 12 de março de 2009     | Download digital                  | Universal Music | [ 96 ]  |
| Reino Unido | 15 de março de 2009     | Download digital                  | Polydor         | [ 97 ]  |
| França      | 16 de março de 2009     | Download digital                  | Universal Music | [ 98 ]  |
| Alemanha    | 27 de março de 2009     | Download digital                  | Universal Music | [ 99 ]  |
| Alemanha    | 24 de abril de 2009     | CD single                         | Universal Music | [ 100 ] |